# 89식 어뢰
89식 어뢰는 일본 미쓰비시 중공업에서 생산하는 잠수함 발사용 유도 어뢰이다.
1980년대 초반에 기술 연구 본부에서 개발되었고 생산은 미쓰비시 중공업에서 한다.
미국의 마크 48 어뢰와 비슷하다.
1990년대에 실전배치되었으며, 현재 하루시오급 잠수함과 오야시오급 잠수함에서 사용되고 있다.
구형 잠수함인 유우시오급 잠수함에서도 사용된다. 유우시오급은 2006년에 퇴역할 예정이다.
이 어뢰는 유선 유도 방식의 어뢰이다. 액티브와 패시브 유도 모드가 있다.

## 제원
- 직경: 533 mm
- 탄두: 267 kg
- 속도: 55노트(102 kmh), 최대 70노트(130 kmh)
- 사정거리: 40노트(74 kmh) 속도로 27마일(50 km), 55노트(102 kmh) 속도로 21마일(39 km)
- 작전심도: 500 m

## 참고
- Jane's Underwater Warfare Systems 2006-2007.